# Asswiller
Asswiller je občina v departmaju Bas-Rhin francoske regije Alzacija.
Leta 2008 je v občini živelo 277 oseb oz. 46 oseb/km².